# 閩東語版ウィキペディア
閩東語版ウィキペディア（びんとうごばんウィキペディア、閩東語: Mìng-dĕ̤ng-ngṳ̄ Wikipedia）は閩東語で構成されたウィキペディアであり、2006年9月30日からサービスが始まった。
2024年7月現在16,530の記事がある。
言語コードは「cdo」である。